# Nihon Densan Copal

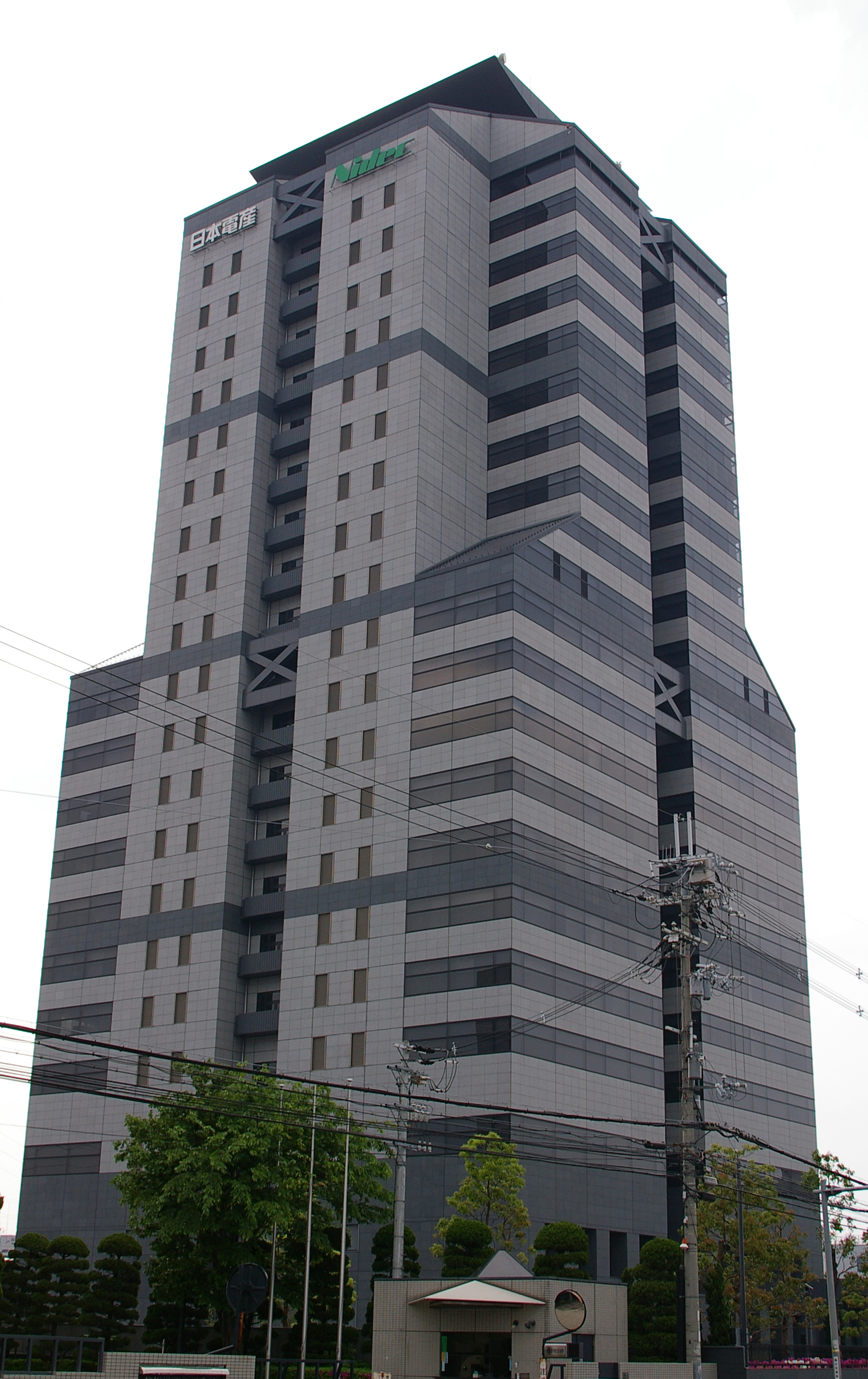
Sitz von Nidec (Copal) in Kyoto

Die Nihon Densan Copal K.K. (jap. 日本電産コパル株式会社, Nihon Densan Koparu Kabushiki-gaisha, engl. Nidec Copal Corporation), oder Copal, ist ein japanischer Hersteller optischer, elektronischer und feinmechanischer Geräte für die Fotoindustrie und andere industrielle Bereiche. Das Unternehmen war Marktführer bei Zentralverschlüssen, die von vielen Kameraherstellern verwendet wurden. Auch die Metallschlitzverschlüsse von Copal wurden von vielen Kameraherstellern verwendet, beispielsweise Nikon, Minolta, Konica, Canon, Ricoh. Der Square E wurde elektronisch gesteuert. Der Copal Square erreichte in der Profikamera Nikon F4, die von 1988 bis 1996 hergestellt wurde, 1/8000 s und ermöglichte 1/250 s mit Blitzsynchronisation.
Das 1949 gegründete Unternehmen ist seit 1998 Teil der Nihon Densan K.K. (Nidec Corporation). 
Das Unternehmen hat neben dem Zentralverschluss entscheidende Verbesserungen bei der Flip-Uhr oder Mini-Labs vorangetrieben. Inzwischen fertigt Nidec Copal neben digitalen Verschlüssen Schaltkreise, die unter anderem in Automobilen, optischen Produkten und Tablets verwendet werden. Ein Produkt sind auch Vibrationsmotoren für Smartphones.
Copal hat Produktionsstätten in Thailand, Malaysia, auf den Philippinen und in Vietnam.